# Anonymus
Mit Anonymus (von altgriechisch ανώνυμος anōnymos „ohne Namen, namenlos“) bezeichnet man einen Schriftsteller, Verfasser oder Komponisten unbekannter Identität.
Der Terminus wird auch verwendet, wenn sich ein Autor nicht zu erkennen geben möchte und sich auch keinen Künstlernamen zulegen will. Dann wurden und werden seine Beiträge unter anonymus veröffentlicht. Meist wird die Bezeichnung Anonymus (adjektivisch anonym) erst nachträglich verwendet, wenn bei einem Werk der Verfassername fehlt oder nicht überliefert ist.
In der Arbeitsorganisation ist ein Anonymus ein Platzhalter für eine Rolle ohne benannte Besetzung.

## Geschichte
Unter Anonymus wurden ab dem 16. Jahrhundert Musikstücke, regimekritische Pamphlete, kirchenfeindliche Texte und erotische Phantasien veröffentlicht. Viele auch mit Zusätzen, die Hinweise auf Abkunft oder den Wohnort des Verfassers geben, wie beispielsweise Gallus Anonymus oder Der Anonymus d’outre-tombe. Diese Schriften finden durchaus Beachtung bei den Historikern; diese versuchen, sie einer Person zuzuordnen. So auch beim Oberrheinischen Revolutionär, der seit der Entdeckung von Herman Haupt (publiziert 1893) den Verfasser einer anonymen Reformschrift aus dem Oberrheingebiet bezeichnet, die wohl im Wesentlichen im ersten Jahrzehnt des 16. Jahrhunderts entstanden ist. 
Gudrun Wedel listete 2010 knapp einhundert Einträge in dem Lexikon Autobiographien von Frauen auf.

## Beispiele
- Anonymus Guidi
- Anonymus Hanivaldanus
- Anonymus post Dionem
- Anonymus Valesianus
- Anonymus von Herrieden
- In der Kirchenmusik wird, wenn der Komponist unbekannt ist, anstelle des Namens der Vermerk Anonymus angebracht.
- Anonymus Rex (engl. Orig. Anonymous Rex) ist ein Science-Fiction-Krimi des amerikanischen Schriftstellers Eric Garcia.
- Valentin Tomberg veröffentlichte unter diesem Pseudonym das Buch Die großen Arcana des Tarot.
- Marta Hillers veröffentlichte als Anonyma ihre autobiografische Erzählung Eine Frau in Berlin.
- Das Buch ohne Namen
- Anonymus (ungarischer Chronist)
- Anonymous (Kollektiv)